# Strage di via Carini
La strage di via Carini fu un'azione mafiosa in cui, il 3 settembre 1982 nella palermitana via Isidoro Carini, morirono il prefetto di Palermo e generale dei carabinieri Carlo Alberto dalla Chiesa, la moglie Emanuela Setti Carraro e l'agente di scorta Domenico Russo. L'Autobianchi A112 oggetto dell'attacco è conservata nel museo storico di Voghera.

## Storia
Intorno alle ore 21:00 del 3 settembre 1982, il prefetto Carlo Alberto dalla Chiesa uscì da Villa Whitaker (sede della prefettura) a bordo di una Autobianchi A112 beige, guidata dalla moglie Emanuela Setti Carraro, per andare a cenare in un ristorante di Mondello. La A112 era seguita da un'Alfetta guidata dall'agente di scorta Domenico Russo. Alle ore 21:15, mentre passavano da via Isidoro Carini, una motocicletta Honda di grossa cilindrata, guidata da Giuseppe Lucchese che aveva alle sue spalle Giuseppe Greco (detto "Scarpuzzedda"), affiancò l'Alfetta di Russo e lo colpì con un fucile d’assalto AK-47.
Contemporaneamente una Bmw serie 5, guidata da Calogero Ganci con a fianco Antonino Madonia, raggiunse la A112 e Madonia aprì violentemente il fuoco contro il parabrezza sempre con un AK-47 (dalla Chiesa e la moglie rimasero uccisi da trenta pallottole). L'auto del prefetto sbandò, andando a sbattere contro il bagagliaio di una Fiat Ritmo parcheggiata. Una seconda vettura, con a bordo Francesco Paolo Anzelmo e Giuseppe Giacomo Gambino, seguiva l'auto del prefetto, pronta a intervenire per bloccare l'eventuale reazione dell'agente di scorta, che non ci fu. Pino Greco scese dalla motocicletta e, girando attorno alla A112 crivellata dagli spari, controllò l'esito mortale dell'agguato. Subito dopo l'auto e la motocicletta servite per il delitto vennero portate in un luogo isolato e lì date alle fiamme mentre gli assassini vennero prelevati e portati via da tre auto guidate rispettivamente dai boss Raffaele Ganci (padre di Calogero), Gaetano Carollo e Vincenzo Galatolo.
I coniugi morirono sul colpo mentre l'agente Domenico Russo morì dodici giorni dopo, il 15 settembre.

## Reazioni e polemiche
Il giorno dopo l'assassinio, il 4 settembre 1982, nella via Carini comparve un cartello scritto da un anonimo recante la scritta: 
 Il giorno dei funerali, che si tennero nella chiesa palermitana di San Domenico, una grande folla protestò contro le presenze politiche, accusandole di avere lasciato solo il generale. Vi furono attimi di tensione tra la folla e le autorità, sottoposte a lanci di monetine e insulti al limite dell'aggressione fisica. Solo il Presidente della Repubblica Sandro Pertini venne risparmiato dalla contestazione.

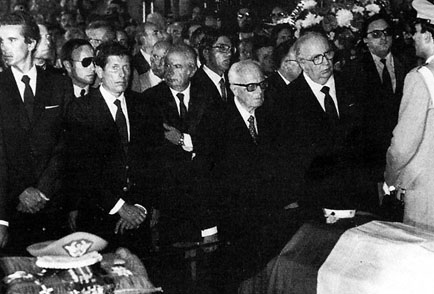
I funerali di dalla Chiesa e della moglie Setti Carraro. Riconoscibili in prima fila: il presidente della Repubblica Sandro Pertini e Giovanni Spadolini, a quel tempo presidente del Consiglio

La figlia Rita pretese che fossero immediatamente tolte le corone di fiori inviate dalla Regione Siciliana (poiché era allora presidente Mario D'Acquisto, che aveva duramente polemizzato con il prefetto) e volle che sul feretro del padre fossero deposti il tricolore, la sciabola e il berretto della sua divisa da Generale con le relative insegne.
Dell'omelia del cardinale Salvatore Pappalardo, fecero il giro dei telegiornali le seguenti parole (citazione di un passo di Tito Livio), che furono liberatorie per la folla, mentre causarono imbarazzo tra le autorità (il figlio Nando le definì "una frustata per tutti"):

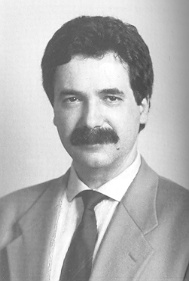
Nando dalla Chiesa, figlio del generale, il quale accusò i vertici della Democrazia Cristiana siciliana di essere implicati nell'omicidio del padre

A una settimana dai funerali del prefetto e della moglie, nel corso della Festa dell'Amicizia della Democrazia cristiana, Giulio Andreotti, alla domanda del giornalista Giampaolo Pansa sul perché non andò al funerale, affermò che preferiva «andare ai battesimi».
Il 5 settembre 1982, due giorni dopo la strage, lo scrittore Leonardo Sciascia, intervistato dal Corriere della Sera, affermò: «Per capire tale affermazione bisogna rifarsi alla tesi classica che voleva la mafia inserita nel vuoto dello Stato, mentre in realtà essa vive nel pieno dello Stato. (...) Ma forse Dalla Chiesa non aveva piena coscienza di questo fenomeno. Mi meraviglio infatti della maniera con cui è stato ucciso. Quando un uomo arriva alle sue posizioni ha il dovere di farsi proteggere e di farsi scortare bene. Le manifestazioni di coraggio personale possono diventare forme di imprudenza pericolosa. Ciò nonostante mi sgomenta la incapacità della nostra polizia di prevenire. Infatti un attentato ad un uomo come Dalla Chiesa non si improvvisa in quattro e quattr’otto, ma nessuno ne aveva avuto sentore». Queste dichiarazioni causarono numerose reazioni, soprattutto da parte del figlio del prefetto assassinato, Nando dalla Chiesa, che aprì una polemica a distanza con Sciascia sulle pagine del settimanale L'Espresso, accusando lo scrittore di aver formulato una considerazione del genere per sminuire le pesanti responsabilità politiche che lui riteneva avesse la corrente andreottiana in Sicilia.
L'8 settembre 1982, lo stesso Nando dalla Chiesa concesse un'intervista al giornalista Giorgio Bocca per il quotidiano La Repubblica in cui affermava che l'omicidio del padre era "un delitto politico" e i mandanti andavano "ricercati nella Democrazia cristiana siciliana", anche perché i democristiani Rosario Nicoletti, Salvo Lima, Mario D'Acquisto, Vito Ciancimino e il sindaco di Palermo Nello Martellucci si erano "opposti alla concessione di poteri speciali" al prefetto dalla Chiesa; l'intervista provocò numerose polemiche e smentite da parte dei politici tirati in ballo, che continuarono anche dopo la pubblicazione del libro-inchiesta Delitto imperfetto (1984), in cui Nando dalla Chiesa rinnovava e ampliava le sue accuse alla DC e in particolare contro Andreotti.
A pochi giorni dall'agguato di via Carini, il Governo Spadolini II emanò il decreto-legge 6 settembre 1982, n. 629 - convertito nella legge n. 726 del 12 ottobre 1982 - che istituiva l'Alto Commissario per la lotta alla mafia, organo alle dipendenze del Ministero dell'Interno preposto al contrasto delle cosche, mentre il Parlamento varò la legge n. 646 del 13 settembre 1982 (detta "Rognoni-La Torre" dal nome dei promotori del disegno di legge) che introdusse nel codice penale l'art. 416-bis, il quale prevedeva per la prima volta nell'ordinamento italiano il reato di "associazione di tipo mafioso" e la confisca dei patrimoni di provenienza illecita.

## Le possibili motivazioni

### La vendetta diCosa Nostra

Carlo Alberto dalla Chiesa

Il generale Carlo Alberto dalla Chiesa aveva condotto come capo del nucleo speciale antiterrorismo dei Carabinieri, a partire dal settembre 1978, la controffensiva dello Stato sui gruppi eversivi di estrema sinistra, in particolare sulle Brigate Rosse, con notevoli risultati. Egli aveva avviato il processo di disgregazione del fenomeno terroristico in Italia che si sarebbe definitivamente concluso dopo la sua morte.
In virtù dei risultati conseguiti, dell'alto prestigio guadagnato sul campo, venne inviato a Palermo come prefetto della città all'indomani dell'omicidio del sindacalista e uomo politico comunista Pio La Torre. Nei tre anni precedenti al suo insediamento, la mafia aveva assassinato, tra gli altri, valenti investigatori, magistrati e uomini politici come Boris Giuliano, Cesare Terranova, Piersanti Mattarella, Gaetano Costa e, appunto, Pio La Torre.
Ma dalla Chiesa, nei poco più di cento giorni da prefetto a Palermo, non ebbe i promessi e non meglio precisati "poteri speciali" dal Governo, lamentandosene nell'agosto del 1982 in una famosa e polemica intervista concessa al giornalista del quotidiano La Repubblica Giorgio Bocca. Nella provincia di Palermo era inoltre in corso la cosiddetta «seconda guerra di mafia», nella quale i Corleonesi massacrarono i loro nemici per prendere il controllo dell'organizzazione: nell'estate 1982 si contarono decine di uccisioni di mafiosi nella zona tra Bagheria, Casteldaccia ed Altavilla Milicia, che venne soprannominata «triangolo della morte» dalla stampa dell'epoca, tanto che il quotidiano palermitano L'Ora arriverà a titolare le sue prime pagine enumerando le vittime degli omicidi. In questo panorama, il 9 agosto di quell'anno vennero uccisi quasi in contemporanea Pietro e Salvatore Di Peri, rispettivamente padre e fratello del capomafia di Villabate assassinato qualche mese prima; dopo i due omicidi, arrivò una telefonata anonima al quotidiano L'Ora: “Pronto, siamo l'equipe dei killer del triangolo della morte: con i fatti di stamattina l'operazione che chiamiamo "Carlo Alberto", in onore del prefetto, è quasi conclusa. Dico quasi conclusa”. Quasi un mese dopo, la sera del 3 settembre, avvenne il massacro in via Isidoro Carini e il giorno successivo, alla redazione palermitana de La Sicilia, arrivò una nuova chiamata: "L'operazione Carlo Alberto si è conclusa".
La strage fece scalpore anche per le modalità "militari" con cui venne eseguita: dalla Chiesa e sua moglie vennero infatti colpiti con un Kalashnikov AK 47, arma da guerra.
Dopo l'omicidio, a Villa Pajno (residenza ufficiale del prefetto) sparirono alcuni documenti - tra i quali presumibilmente anche carte relative al memoriale Moro - che dalla Chiesa teneva nella sua cassaforte, al cui interno fu ritrovata soltanto una scatola vuota: le chiavi per aprirla furono trovate alcuni giorni dopo dai familiari del generale in un cassetto che prima era risultato vuoto. La notte della strage infatti entrarono per primi a Villa Pajno l'ex economo della prefettura (trasferito ad altro incarico da qualche settimana per ordine diretto di dalla Chiesa) e un ufficiale dei carabinieri, che affermarono di essere alla ricerca di lenzuola per coprire i cadaveri. Il figlio del generale, Nando dalla Chiesa, sospettò il SISDE di aver eseguito il furto dei documenti ed in particolare indicò il responsabile nel funzionario Bruno Contrada (poi condannato per concorso esterno in associazione mafiosa), che non è mai stato indagato e ha sempre negato ogni coinvolgimento. 
Nel 2001 Giuseppe Guttadauro, medico chirurgo presso l'Ospedale Civico di Palermo e capomandamento di Brancaccio, intercettato nell'ambito di un'altra indagine mentre parlava con l'amico medico Salvatore Aragona, si lasciò andare alle seguenti affermazioni:
GUTTADAURO: "Salvatore…ma tu partici dall’ottantadue, invece… ma chi cazzo se ne fotteva di ammazzare a Dalla Chiesa… andiamo parliamo chiaro…”.
ARAGONA: “E che perché glielo dovevamo fare qua questo favore… Ma perché noi dobbiamo sempre pagare le cose...”.
GUTTADAURO: “E perché glielo dovevamo fare questo favore...”
Nel 2013 il boss Salvatore Riina, intercettato durante l'ora d'aria nel carcere milanese di Opera, si assunse la "paternità" del delitto dalla Chiesa mentre parlava con il detenuto pugliese Alberto Lo Russo:
"Quando ho sentito alla televisione che il generale Dalla Chiesa era stato promosso prefetto di Palermo per distruggere la mafia ho detto: ‘prepariamoci’. Mettiamo tutti i ferramenti a posto, tutte le cose pronte per dargli il benvenuto. (...) Perciò appena è uscito lui con sua moglie … lo abbiamo seguito a distanza… tun … tun… potevo farlo là, per essere più spettacolare nell’albergo, però queste cose a me mi danno fastidio. Era più pulito cosi… là in questo albergo… a mare. C’era un po’ di eleganza un poco di gente ricchi perciò potevano succedere anche altri morti, potevano succedere."
Il 4 aprile 2017 Il Fatto Quotidiano riporta la rivelazione del collaboratore di giustizia Gioacchino Pennino (ex medico, consigliere comunale democristiano, massone e "uomo d'onore" di Brancaccio) secondo cui il parlamentare andreottiano Francesco Cosentino (segretario generale della Camera dei deputati e affiliato alla loggia P2 di Licio Gelli) sarebbe stato il mandante dell'omicidio dalla Chiesa: tale notizia risale all'audizione in commissione antimafia del procuratore generale di Palermo Roberto Scarpinato.

### I presunti collegamenti con il sequestro Moro e l'omicidio Pecorelli
Dall'omicidio dalla Chiesa si è inoltre fatta strada l'ipotesi, in sede giornalistica, storica e giudiziaria (se ne è infatti dibattuto in udienza sia nel processo a Giulio Andreotti per concorso esterno in associazione mafiosa sia nel processo per l'omicidio del giornalista Carmine Pecorelli), che la morte del generale e di sua moglie sia in qualche modo anche collegata al memoriale redatto da Aldo Moro durante il suo sequestro, che si ritiene il generale dalla Chiesa abbia potuto visionare in versione integrale, più ampia di quella nota dopo i ritrovamenti del 1978 e 1990 nel covo delle Brigate Rosse di via Monte Nevoso a Milano. Secondo Tommaso Buscetta (che rese tali dichiarazioni soltanto nel 1992 dopo che decise di rompere il silenzio sui rapporti con la politica), Andreotti sarebbe stato l’entità che avrebbe avuto interesse, convergente con quello di Cosa Nostra, all’eliminazione del generale dalla Chiesa perché a conoscenza di particolari ignoti sulla vicenda del sequestro Moro e già nel 1979, tramite i cugini Ignazio e Nino Salvo, avrebbe chiesto ai boss Stefano Bontate e Gaetano Badalamenti di uccidere il generale e ci fu un tentativo, portato avanti dallo stesso Buscetta, di coinvolgere le Brigate Rosse a rivendicare il delitto che poi non avvenne: “Pecorelli e dalla Chiesa” riferì il collaboratore di giustizia ai giudici “sono infatti cose che si intrecciano fra di loro. [...] Secondo quanto ho dedotto dalle mie conversazioni con Bontate, l'omicidio Pecorelli era stato un delitto "fatto" da Cosa Nostra, e più precisamente da lui stesso e da Badalamenti, su richiesta dei cugini Salvo, "richiesti" a loro volta dall'onorevole Andreotti. Due anni dopo, nel 1982, Badalamenti mi ripeté in termini assolutamente identici la versione di Bontate. Pecorelli era stato assassinato perché stava appurando "cose politiche" segretissime collegate al caso Moro. Giulio Andreotti era estremamente preoccupato che potessero trapelare questi segreti di cui era a conoscenza anche il generale Dalla Chiesa. "Lo hanno mandato a Palermo per sbarazzarsi di lui", commentò Badalamenti, "non aveva fatto ancora niente in Sicilia che potesse giustificare questo grande odio nei suoi confronti". In effetti, Dalla Chiesa non aveva avuto tempo di minacciare seriamente Cosa Nostra" .
Nel 2003 la Cassazione ha ritenuto non provate le affermazioni di Buscetta nella sentenza per l'omicidio Pecorelli.

## Indagini e processi

### Il depistaggio di Spinoni

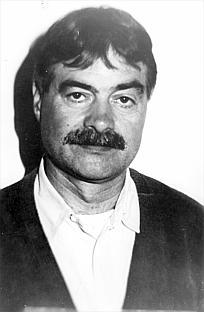
Il boss catanese Benedetto Santapaola, accusato falsamente da Spinoni di essere uno dei sicari che partecipò all'agguato

Qualche settimana dopo l'eccidio di via Carini, il pregiudicato Giuseppe Spinoni, camionista di Bergamo, dichiarò di essere stato presente sulla scena del delitto e aggiunse di avere riconosciuto, tra i killer che sparavano, lo 'ndranghetista calabrese Nicola Alvaro, suo ex compagno di cella. Quest’ultimo fu subito arrestato e le indagini portarono all'individuazione di Nunzio Salafia, Antonino Ragona e Salvatore Genovese, tre pregiudicati siracusani legati al clan catanese dei Santapaola riconosciuti da Spinoni come membri del commando omicida. L'impianto accusatorio resse finché l'allora giudice istruttore Giovanni Falcone venne a sapere che a sostenere le spese per l'assistenza legale di Spinoni erano i servizi segreti e che il camionista era stato, in precedenza, utilizzato più volte dai Carabinieri come testimone ad hoc.
La prima prova della inattendibilità di Giuseppe Spinoni la si ebbe il giorno in cui gli fu mostrato l'album fotografico in cui, tra le decine di foto, riconobbe e indicò il boss catanese Benedetto Santapaola tra i partecipanti alla strage ma commise, però, un errore madornale: la foto riportava sul retro il nome del capomafia ma riproduceva il volto di un'altra persona. Inoltre Falcone scoprì che la sera del delitto Spinoni si trovava in un albergo di Venezia e non a Palermo.
Spinoni venne allora portato dai Carabinieri a fare un sopralluogo sul luogo del delitto, dove venne invitato a ricostruire le fasi dell'agguato: tuttavia venne condotto in un'altra strada di Palermo dal nome simile, la via Giacinto Carini, che lui indicò come luogo della strage e non già come avrebbe dovuto, la via Isidoro Carini, sita in tutt'altra zona della città. Per questi motivi Spinoni venne arrestato per falsa testimonianza.

### Il delitto dalla Chiesa all'interno del maxiprocesso di Palermo

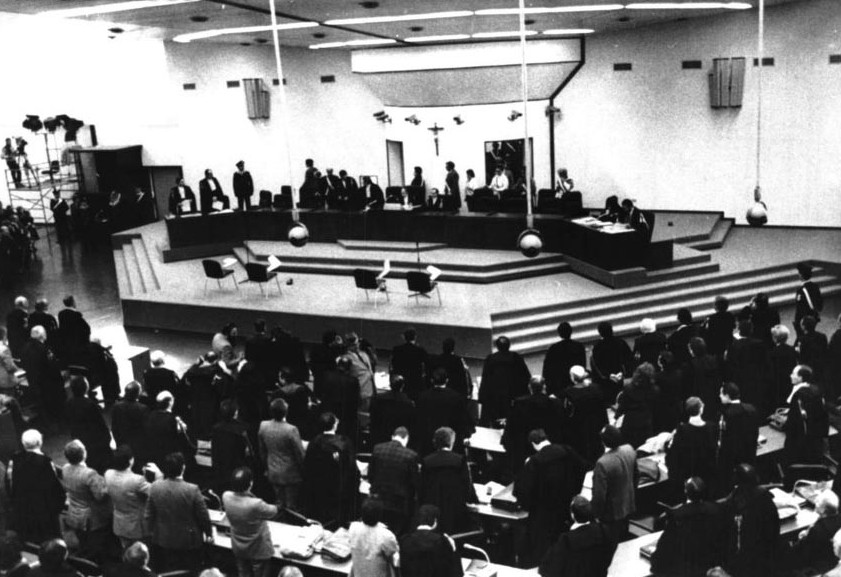
Un'udienza del maxiprocesso di Palermo, nel quale venne trattata anche la strage di via Carini

Nel luglio del 1983, il giudice Falcone firmò quattordici mandati di cattura contro mandanti ed esecutori della strage di via Carini (in gran parte latitanti): i fratelli Michele e Salvatore Greco (i più autorevoli esponenti della mafia siciliana, ricercati anche per l'omicidio del consigliere istruttore Rocco Chinnici), Filippo Marchese, Rosario Riccobono, Salvatore Riina, Tommaso Spadaro, Pietro Vernengo, Carmelo Zanca, Benedetto Santapaola come mandanti, nonché Nunzio Salafia, Mario Prestifilippo, Giuseppe Greco (detto "Scarpuzzedda"), Antonino Ragona e Salvatore Genovese, considerati gli autori materiali del massacro; i responsabili vennero individuati grazie a una perizia balistica la quale aveva dimostrato che il fucile mitragliatore Ak-47 che aveva sparato in via Carini era stato impiegato anche in altri clamorosi delitti della guerra di mafia allora in corso (omicidi di Stefano Bontate e Salvatore Inzerillo, attentato a Salvatore Contorno e strage della circonvallazione) e quindi la matrice di tali fatti di sangue era riconducibile ai boss della fazione "vincente" del conflitto mafioso (cioè i Corleonesi). L'indagine venne chiusa l'anno successivo.
Nel 1984 il collaboratore di giustizia Tommaso Buscetta dichiarò al giudice Falcone di aver saputo da Gaetano Badalamenti che la strage di via Carini “sicuramente era stato un atto di spavalderia dei corleonesi che avevano così reagito alla sfida contro la mafia lanciata da dalla Chiesa. (Badalamenti) Soggiunse che certamente erano stati impiegati i catanesi –appunto perché più vicini ai corleonesi- che avevano così ricambiato il favore ricevuto con l’uccisione di Alfio Ferlito e disse ancora che “qualche uomo politico si era sbarazzato, servendosi della mafia, della presenza troppo ingombrante ormai, del generale”…”. L'8 novembre 1985 l'ordinanza-sentenza del procedimento "Abbate Giovanni + 706" (il cosiddetto "maxiprocesso di Palermo") rinviava a giudizio per il delitto dalla Chiesa i fratelli Greco, Salvatore Riina, Rosario Riccobono, Filippo Marchese, Pietro Vernengo, Giuseppe Greco, Mario Prestifilippo, Bernardo Provenzano, Bernardo Brusca, Salvatore Scaglione, Antonino Geraci, Giuseppe Calò, Giovanni Scaduto, Ignazio Motisi, Andrea Di Carlo e Benedetto Santapaola (sulla base del cosiddetto "teorema Buscetta", secondo cui tutti i "delitti eccellenti" sono ordinati dalla "Commissione" di Cosa Nostra) mentre Carmelo Zanca, Tommaso Spadaro, Nunzio Salafia, Antonino Ragona e Salvatore Genovese venivano prosciolti in istruttoria per insufficienza di prove; Giuseppe Spinoni veniva invece rinviato a giudizio per falsa testimonianza, calunnia e simulazione di reato.
Nel maxiprocesso, si costituirono parti civili anche Nando dalla Chiesa con le sorelle Rita e Simona (assistiti dagli avvocati Alfredo Galasso, Alfredo Biondi e Carla Garofalo), Antonia, Paolo e Giovanni Setti Carraro (madre e fratelli di Emanuela) e Filomena Rizzo, vedova dell'agente Domenico Russo. Nel novembre 1986 la Corte d'assise del maxiprocesso, presieduta da Alfonso Giordano, andò in trasferta a Roma per sentire i ministri Giovanni Spadolini, Virginio Rognoni e Giulio Andreotti sulla mancata concessione di più ampi poteri al prefetto Dalla Chiesa.
Infine, il 16 dicembre 1987 il presidente della corte Alfonso Giordano lesse il dispositivo della sentenza che concludeva il maxiprocesso di primo grado: per quanto riguarda la strage di via Carini, vennero condannati all'ergastolo Michele Greco, Salvatore Riina, Bernardo Provenzano, Filippo Marchese, Giuseppe Greco e Benedetto Santapaola mentre Mario Prestifilippo venne dichiarato non più perseguibile perché ucciso qualche mese prima; vennero invece assolti per insufficienza di prove Rosario Riccobono, Bernardo Brusca, Salvatore Scaglione, Giuseppe Calò e Antonino Geraci e con formula piena Salvatore Greco, Pietro Vernengo, Giovanni Scaduto, Ignazio Motisi e Andrea Di Carlo; Giuseppe Spinoni venne condannato a quattro anni e mezzo di reclusione. Nelle motivazioni della sentenza si leggeva:
Con il massacro di via Carini la criminalità organizzata ha dimostrato di volere e sapere alzare lo sguardo verso traguardi che le erano stati fino allora preclusi. Certamente per il funesto, endemico, e tragico retaggio del terrorismo, in una tracotante frenesia criminale, essa affermava col delitto dalla Chiesa che non era consentito a nessuno opporsi alle sue mire egemoniche e che tutto in Sicilia doveva essere ad essa subordinato. La venuta di dalla Chiesa, preceduta da un clamoroso battage giornalistico, suonava da un lato minaccia, dall'altro, facendo leva sulla figura quasi leggendaria di chi aveva saputo combattere il terrorismo, costituiva per la mafia un gravissimo pericolo, ove egli fosse riuscito a costituire come da ogni parte si auspicava e come appariva a tutta prima ben possibile un punto di riferimento delle coscienze libere ed oneste, un incoraggiamento concreto ed efficiente a vivere e a lavorare serenamente, rifiutando i condizionamenti di losche trame predatrici.
Il 22 febbraio 1989 si aprì il giudizio d'appello, che si concluse il 10 dicembre dell'anno successivo: la Corte d'assise d'appello, presieduta da Vincenzo Palmegiano, ribaltò completamente la sentenza di primo grado e assolse tutti gli imputati per l'omicidio dalla Chiesa, formulando una nuova ipotesi circa il movente e i responsabili: il delitto sarebbe stato organizzato all'insaputa della fazione vincente dei Corleonesi poiché controproducente per la loro strategia e quindi i responsabili dovevano ricercarsi nelle cosche uscite perdenti dalla guerra di mafia nel disperato tentativo di "riconquistare terreno" e fare ricadere la colpa sugli avversari; sempre secondo la sentenza d'appello, anche la prova dell'unico mitragliatore Ak-47 utilizzato in tutti i delitti non sarebbe decisiva ad addebitare la strage di via Carini alla fazione corleonese poiché numerosi fonti indicavano tale arma in possesso del clan del boss Rosario Riccobono che, essendo un doppiogiochista, l'avrebbe potuta mettere a disposizione di entrambe le fazioni in guerra.
Il 30 gennaio 1992 la prima sezione penale della Cassazione, presieduta da Arnaldo Valente, annullò le assoluzioni d'appello poiché giudicò illogiche le motivazioni di quella sentenza e per gli imputati venne disposto un nuovo giudizio. Il processo di rinvio venne celebrato tra il 1993 e il 1995 davanti alla Corte d'appello presieduta da Rosario Gino: il 18 marzo 1995 vennero condannati come mandanti all'ergastolo Salvatore Riina, Bernardo Provenzano, Michele Greco, Francesco Madonia, Giuseppe Calò, Bernardo Brusca e Antonino Geraci mentre Benedetto Santapaola venne assolto per non aver commesso il fatto.

### La riapertura delle indagini ed il nuovo processo nel 1999
Nel 1996 i collaboratori di giustizia Calogero Ganci e Francesco Paolo Anzelmo si autoaccusarono di aver fatto parte del gruppo di fuoco che compì la strage di via Carini e ciò indusse la Procura di Palermo a riaprire le indagini. Per questi motivi, nel 1999 vennero rinviati a giudizio come esecutori materiali Antonino Madonia, Vincenzo Galatolo, Calogero Ganci e Francesco Paolo Anzelmo (giudicati con il rito abbreviato) e venne stralciata la posizione di Raffaele Ganci e Giuseppe Lucchese, che vennero invece processati con il rito ordinario; non si poté procedere nei confronti di Giuseppe Greco, Giuseppe Giacomo Gambino e Gaetano Carollo perché tutti morti.
Nel marzo 2002 la Corte d'assise di Palermo, presieduta da Roberto Nobile, condannò all'ergastolo Madonia e Galatolo mentre Ganci e Anzelmo ebbero quattordici anni di reclusione ciascuno poiché vennero riconosciute le attenuanti e lo sconto di pena per la collaborazione con la giustizia. Nelle motivazioni della sentenza si legge:
Si può, senz' altro, convenire con chi sostiene che al riguardo persistano ampie zone d'ombra, concernenti sia le modalità colle quali il generale è stato mandato in Sicilia (praticamente da solo e senza mezzi) a fronteggiare il fenomeno mafioso, forse negli anni in cui il sodalizio Cosa nostra ha potuto esercitare nel modo più arrogante ed incontrastato l'assoluto dominio sul territorio siciliano, sia la coesistenza di specifici interessi - anche all'interno delle istituzioni - all'eliminazione del pericolo costituito dalla determinazione e dalla capacità del generale.

## Riconoscimenti
Il magistrato Giovanni Falcone a proposito della morte del generale dichiarò:
(Giovanni Falcone)
Il giorno seguente l'efferato omicidio, il 4 settembre 1982, nella stessa via venne affisso un cartello recante la scritta:
Questo fu un ultimo omaggio che il popolo del capoluogo siciliano volle dare al generale, in ricordo delle sue battaglie contro Cosa Nostra.